# Nagłe ocieplenie stratosferyczne
Nagłe ocieplenie stratosferyczne (ang. Sudden Stratospheric Warming, SSW) to zjawisko atmosferyczne, w którym temperatury w stratosferze (warstwie atmosfery znajdującej się około 10-50 km nad powierzchnią Ziemi) mogą wzrosnąć o dziesiątki stopni Celsjusza w ciągu kilku dni. Ocieplenie to zwykle występuje nad obszarami polarnymi (do roku 2024 głównie na biegunie północnym), szczególnie zimą, i jest często związane z zaburzeniami wiru polarnego – dużego obszaru niskiego ciśnienia i zimnego powietrza otaczającego bieguny. Ważną rolę w procesie nagłego ocieplenia stratosferycznego odgrywa tzw. prąd strumieniowy nocy polarnej (ang. polar night jet). Jest to silny wiatr wiejący na dużych wysokościach w stratosferze w pobliżu bieguna, szczególnie intensywny w okresie zimowym. Ten prąd stabilizuje wir polarny, a jego osłabienie lub zaburzenie przez fale przychodzące z troposfery, może prowadzić do destabilizacji wiru i wywołania zjawiska SSW. Z SSW mogą być związane zimne anomalie w troposferze związane ze wzrostem ciśnienia w troposferze podczas SSW i zmianą (zmniejszeniem) oscylacji arktycznej.